# Irídium-hexafluorid
Az irídium-hexafluorid (irídium(VI)-fluorid) szervetlen vegyület, képlete IrF6, a tizenhét ismert biner hexafluorid, valamint az irídium kevés +6-os oxidációs számú vegyületének egyike.

## Előállítása
Fémirídium és feleslegben alkalmazott elemi fluor 300 °C-on végzett közvetlen reakciójával állítják elő. Mivel termikusan nem stabil, a reakcióelegyből a terméket ki kell fagyasztani, hogy elkerüljék annak disszociációját.
Ir + 3 F2 → IrF6

## Jellemzői
Sárga színű, kristályos szilárd anyag, olvadáspontja 44 °C, forráspontja 53,6 °C. −140 °C-on a szilárd fázis rombos szerkezetű, tércsoportja Pnma. Rácsállandói: a = 9,411 Å, b = 8,547 Å és c = 4,952 Å. Elemi celláját négy molekula alkotja, sűrűsége 5,11 g·cm−3.
Molekulája oktaéderes geometriájú (Oh pontcsoport), benne az Ir−F kötéshossz 183,3 pm.

## Fordítás
Ez a szócikk részben vagy egészben  az   Iridium hexafluoride című angol Wikipédia-szócikk ezen változatának fordításán alapul.  Az eredeti cikk szerkesztőit annak laptörténete sorolja fel. Ez a jelzés csupán a megfogalmazás eredetét és a szerzői jogokat jelzi, nem szolgál a cikkben szereplő információk forrásmegjelöléseként.

## További olvasnivalók
- Gmelins Handbuch der anorganischen Chemie, System Nr. 67, Iridium, Supplement Volume 2, pp. 99–102.
- Iridium hexafluoride at webelements.com